# Ménédème le Cynique
Pour les articles homonymes, voir Ménédème.
Ménédème le Cynique ou Ménédème de Lampsaque (en grec ancien Μενέδημος / Menédêmos) est un philosophe grec du IIIe siècle av. J.-C.

## Biographie
Diogène Laërce a consacré à Ménédème l'une des plus courtes notice de sa doxographie. Située logiquement au livre VI, dédié à l'école cynique, elle n'occupe qu'un seul paragraphe, le 102e.
Elle indique en premier lieu que Ménédème a été l'élève de Colotès de Lampsaque. Colotès ne semble pourtant pas avoir été son seul professeur. Quelques paragraphes plus tôt, Diogène Laërce en faisait également un disciple d'Échéclès d'Éphèse : « Il faut ajouter cependant qu'Échéclès eut pour disciple Ménédème, dont nous allons parler »,. Ménédème s'inscrit de fait dans une tradition cynique qui remonte jusqu'à Cratès de Thèbes.
Dans un article de 1986, Marie-Odile Goulet-Cazé analyse cette filiation philosophique.
La quasi-totalité de cette brève Vie rend compte d'une anecdote mentionnée par Hippobote, un historien de la philosophie du IIe siècle av. J.-C. dont deux ouvrages, Sur les écoles de pensée et Répertoire des philosophes, sont cités à plusieurs reprises par Diogène Laërce. En l'occurrence, il n'est pas possible d'attribuer clairement la mention originale à l'un d'entre eux.
Selon cette anecdote, Ménédème « poussa si loin le goût du merveilleux qu'il se promenait accoutré en Érinye, disant qu'il était monté de l'Hadès pour inspecter les fautes commises et qu'il allait y redescendre pour faire son rapport aux dieux d'en-bas »,
L'exactitude de cette anecdote est sujette à caution. Dans un article de 1906, Wilhelm Crönert estime qu'elle ne concernerait pas Ménédème mais Ménippe de Sinope. Diogène Laërce aurait recouru à une abréviation de type μεν / men, qui aurait été mal restituée par les copistes postérieurs. Selon Marie-Odile Goulet-Cazé, cette suggestion est « tout à fait probable » en ce qu'elle corrobore un passage de la Souda qui décrit Ménippe en des termes semblables.
En tout et pour tout, Diogène Laërce ne nous transmettrait ainsi que deux indications biographiques vraisemblables sur Ménédème : les noms de ses deux maîtres.

## Relations avec Colotès de Lampsaque
Des extraits de deux ouvrages de Colotès de Lampsaque ont été retrouvés sur des Papyri d'Herculanum. Il s'agit du Contre le Lysis de Platon (PHerc. 208) et du Contre l'Euthydème de Platon (PHerc. 1039).
Les extraits ont été édités et commentés par Wilhelm Crönert, philologue et papyrologue allemand. Ils développent notamment une interrogation sur le sens de la création poétique : Colotès rejette le principe d'une poésie inutile. Dans cette optique, il critique à plusieurs reprises la Politique de Zénon de Cition et les affirmations d'un certain « Ménédème ». Selon Wilhelm Crönert, l'identité de ce Ménédème ne fait pas de doute : il s'agit de Ménédème le cynique. L'animosité de Colotès envers son ancien disciple s'explique assez facilement : en s'attachant à Echéoclès, Ménédème aurait « finalement rejeté les vues professées par son premier maître ». On peut ainsi déduire que celui-ci aurait suivi un itinéraire philosophique complexe : élevé dans la tradition épicurienne, il aurait finalement rejoint l'école cynique. Il paraît également envisageable de supposer qu'il ait mis ses théories par écrit et rédigé une ou plusieurs œuvres dont les titres demeurent inconnus. Généralement acceptée par la communauté scientifique, la conjecture de Crönert a été critiquée par Bianca Concolino Mancini. Dans un article de 1976, celle-ci assimile le Ménédème des traités de Colotès à Ménédème d'Érétrie. Cette hypothèse a été cependant infirmée par Gabriele Giannantoni : Ménédème d'Érétrie n'a dispensé qu'un enseignement oral ; or, il paraît peu vraisemblable de supposer que Colotès se réfère à une source non écrite.

### Sources antiques
- Diogène Laërce, Vies, doctrines et sentences des philosophes illustres [détail des éditions] (lire en ligne)

### Éditions scientifiques
- Diogène Laërce, Vie et doctrine des philosophes illustres, Le Livre de poche, 1999, 1400 p. (ISBN 9-782253-132417), p. 321-366 .

### Études modernes
- [Crönert 1906] (de) Wilhelm Crönert, « Kolotes und Menedemos », Paleographie und Papyruskunde, no 6,‎ 1906, p. 1-12.
- [Concolino Mancini 1976] (it) Bianca Concolino Mancini, « Sulle opere polemiche di Colote », Cronache Ercolanesi, no 6,‎ 1976, p. 61-67.
- [Giannantoni 1984] (it) Gabriele Giannantoni, « I Socratici minori nei papiri ercolanesi », dans Actes du 17e congrès international de papyrologie, t. II, Naples, 1984, 522-532 p.
- [Goulet-Cazé 1986] Marie-Odile Goulet-Cazé, « Une liste de disciples de Cratès le Cynique en Diogène Laërce 6, 95 », Hermes, no 114,‎ 1986, p. 247-252.
- [Dorandi 1994] Tiziano Dorandi, « Colotès de Lampsaque », dans Richard Goulet (dir.), Dictionnaire des philosophes antiques, t. II, Paris, CNRS éditions, 1994, 448-450 p.
- [Goulet 2005] Richard Goulet, « Ménédème le Cynique », dans Richard Goulet (dir.), Dictionnaire des philosophes antiques, t. IV, Paris, CNRS éditions, 2005, 455-456 p.